# Becherbach (Odenbach)
Der Becherbach ist ein gut zweieinhalb Kilometer langer orographisch rechter Zufluss des Odenbaches auf dem Gebiet der rheinland-pfälzischen Landkreise Bad Kreuznach und Kusel.

## Name
Der Name ist eine Komposition aus -bach und mhd. becher für 'Pechbrenner'.

## Geographie

### Verlauf
Der Becherbach entspringt im Naturraum Moschelhöhen des Nordpfälzer Berglandes auf einer Höhe von 296 m ü. NHN am südlichen Fuße des Hasenenberges dem südlichen Sporn des Sperblings (380,9 m) direkt westlich des örtlichen Sportplatzes und nördlich der Landesstraße 385. Seine Quelle liegt in einem Gehölz am Südwestzipfel der zum Landkreis Bad Kreuznach und zur Verbandsgemeinde Meisenheim gehörenden gleichnamigen Ortsgemeinde.
Der Bach mäandert in einem Gehölzstreifen zunächst in westlicher Richtung und wird dabei von der L 385 begleitet. Bei der Flur Wooswiesen unterquert der Bach dann die Landstraße und fließt in einem leichten Bogen südlich von ihr durch ein enges und bewaldetes Tal zwischen dem Horn (351,8 m) dem Südwestsporn des Sperblings im Norden und dem 419,8 m hohen Sohlberg im Süden. Kurz darauf wird er in der Flur Am Gürtel auf seiner rechten Seite von dem aus dem Hallerwald kommenden Salzleck Graben gespeist. Der Becherbach passiert dann nördlich der Anhöhe Teufelsaltar (340,3 m) die Kreisgrenze und betritt dabei das Gebiet der zum Landkreis Kusel und zu der Verbandsgemeinde Lauterecken-Wolfstein gehörenden Ortsgemeinde Ginsweiler.
Er läuft nun am Nordrand des Pfarrwaldes und am Südhang des 341,4 m hohen Kohlberges entlang und erreicht bei einer Trauerhalle das Ortsbild des Dorfes Ginsweiler. Kurz darauf kreuzt er die L 385 (Becherbacher Straße), quert dann die L 382 und mündet schließlich westlich von Ginsweiler in der Nähe eines Sendemastes auf einer Höhe von etwa 177 m von rechts in den aus dem Süden kommenden Odenbach.

### Zuflüsse
- Salzleck Graben[5][6] (rechts), 0,6 km[7]

## Daten
Der Becherbach entwässert über den Odenbach, den Glan, die Nahe und den Rhein in die Nordsee. Der Höhenunterschied von seiner Quelle bis zu seiner Mündung beträgt 119 m, was bei einer Lauflänge von ungefähr 2,5 km einem mittleren Sohlgefälle von etwa 48 ‰ entspricht.

## Natur und Umwelt

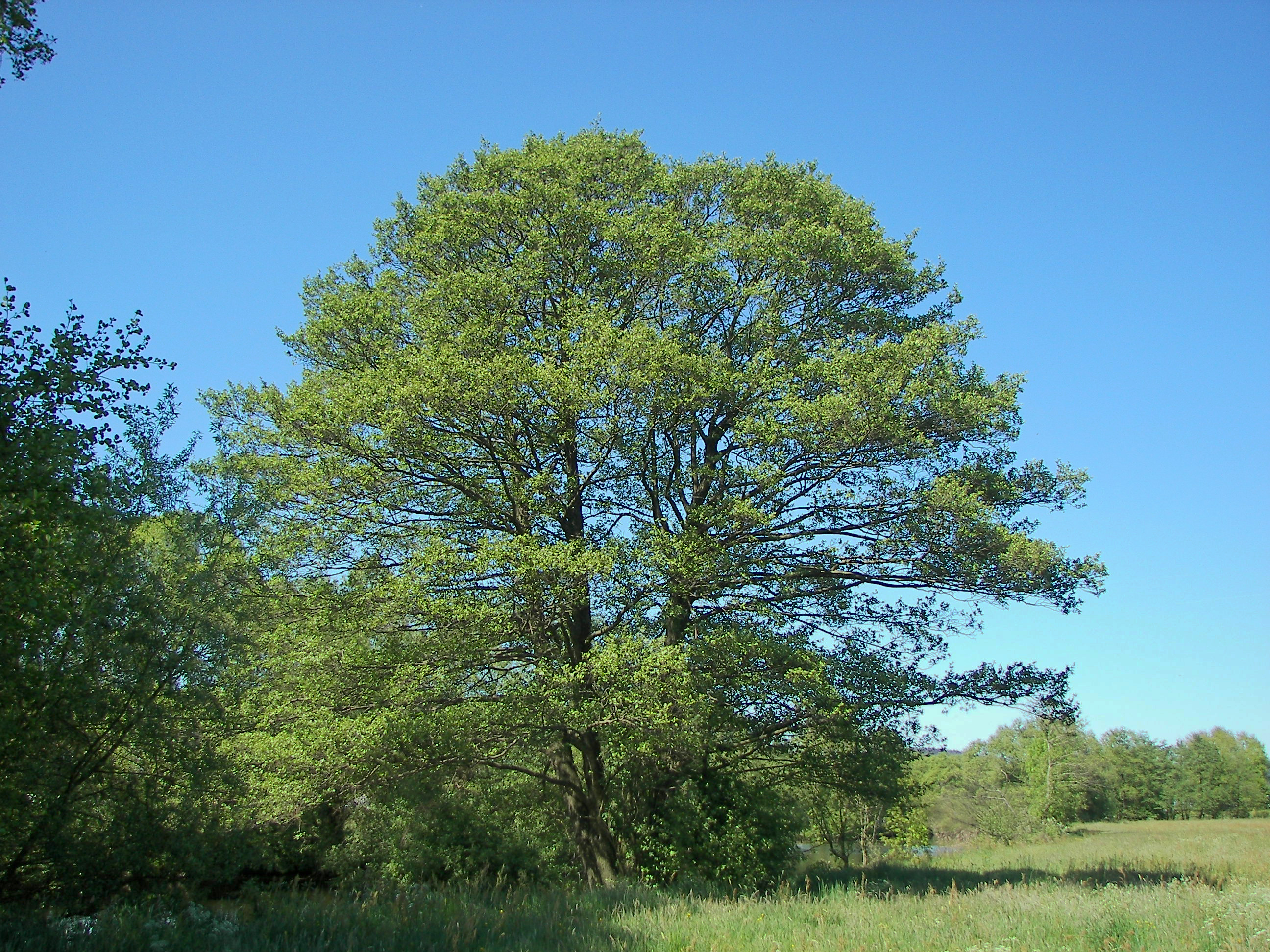
Die Schwarz-Erle

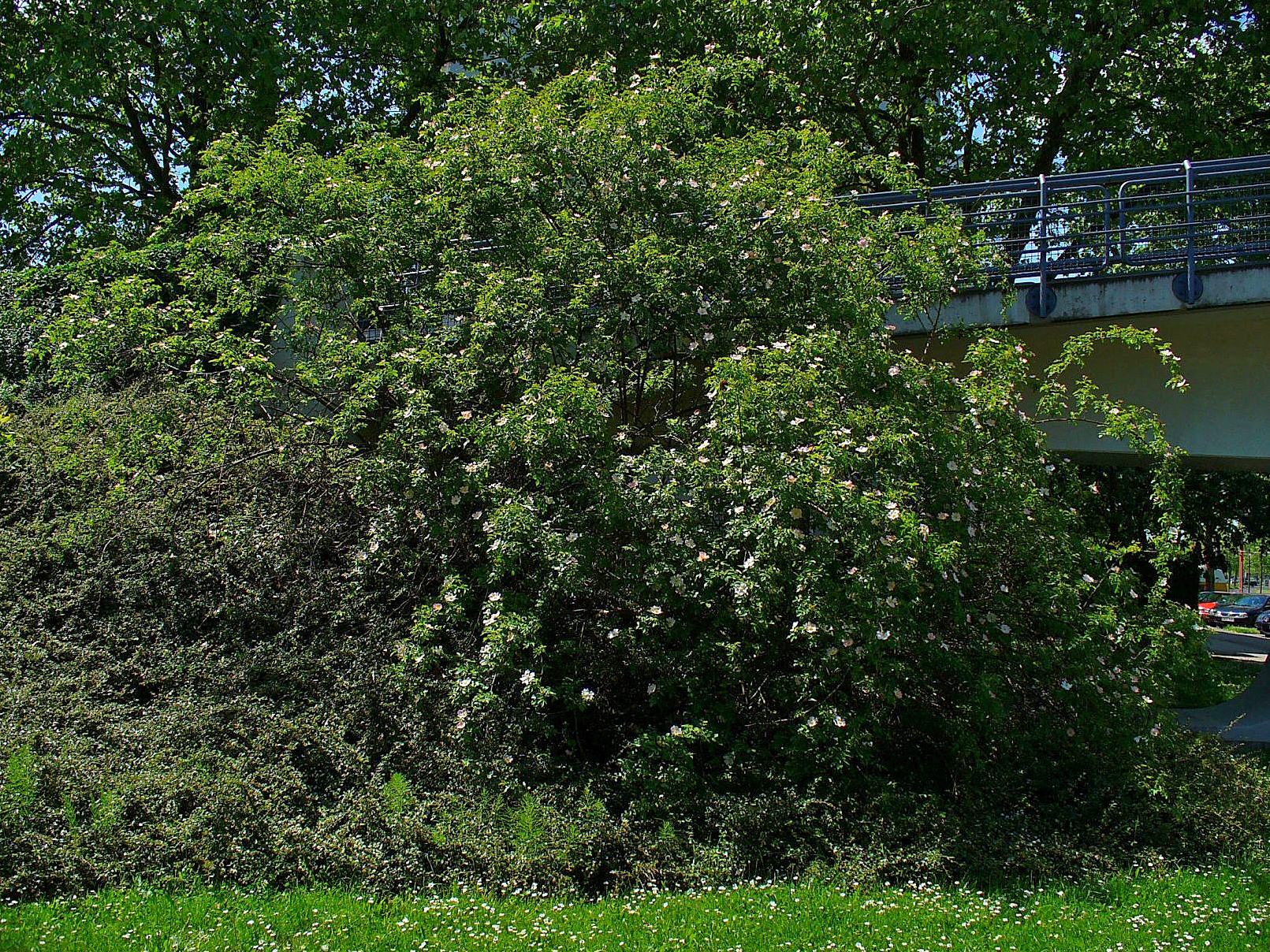
Der Hundsrosenstrauch

Am Bach entlang stehen Bruchweiden, Eschen, Schwarzerlen sowie Feld- und Bergahorne. Unten in der Krautschicht entwickelt sich das Drüsige Springkraut, die Große Brennnessel, die Waldzwenke, der Gewöhnliche Wurmfarn und der Waldziest.
Nördlich des Quellgebietes an den Hängen des Hasenberges liegt eine Streuobstwiese. Dort stehen Birn-, Walnuß-, Apfel- und Zwetschgenbäume und unten am Boden wächst dort die Wiesenschafgarbe, das Weiße Labkraut, das Wiesenknäuelgras und der Glatthafer.
Etwas weiter westlich am südsüdöstlichen Fuße des Horns befindet sich eine ebenerdige Baumhecke mit Stieleichen und Feldahorne sowie Haselnuss- und Weißdornsträuchern und am Boden wächst das Wiesenknäuelgras.
Am südwestlichen Fuße des Horns liegt ein bachbegleitender Eichen-Hainbuchenwald, in dem Traubeneichen, Hainbuchen, Feldahorne sowie Speierlinge und Süßkirschbäume stehen. In der Strauchschicht kommt der Weißdorn, Elsbeere, die Liguster und die Kriechende Rose vor. Unten am Boden in der Kräuterschicht entfalten sich dort die Schwarze Platterbse, der Stinkende Nieswurz, der Salbeigamander, das Hain-Rispen- und das Einblütige Perlgras  sowie die Pfirsichblättrige- und die Nesselblättrige Glockenblume.
Am Südhang des Kohlberges befindet sich ein etwa 6,9 ha großes Rosen-Weißdorn-Gebüsch mit Schlehen, Stieleichen, Feldahorne, Liguster, Gemeine Waldreben, Süßkirsch-, Wildbirn- und Elsbeerbäumen sowie Blauroter Hartriegel-, Eingrifflige Weißdorn-, Hundsrose- und Brombeersträuchern. Am Boden gedeiht dort der Mittlere Klee, der Gemeine Dost, die Ackerwitwenblume, die Dürrwurz, das Kleine Habichtskraut, die Walderdbeere, die Zypressenwolfsmilch, die Große Kugeldistel, die Aufrechte Trespe, die Fiederzwenke, der Gewöhnliche Glatthafer, der Weinberglauch und der Kleine Odermennig.
Mitten im westlichen Bereichs des Gebüschkomplexes liegt eine 0,7 ha große blütenreiche Fettwiese mit kleinen artenreichen und flachgründigen Magerstellen. In dieser Wiese wächst die Zaunwicke, der Löwenzahn, der Körnersteinbrech, der Kleine Wiesenknopf, der Wiesen-Sauerampfer, der Knollige Hahnenfuß, der Mittlere Wegerich, die Kriechende Hauhechel, die Ackerwitwenblume, die Wilde Möhre, der Pyrenäenstorchschnabel, das Wiesenknäuelgras, die Wegwarte, der Weinberglauch, der Kleine Odermennig, die Wiesenschafgarbe, das Weiße Lab- und das Frühlingsfingerkraut sowie der Glatt-, der Gold-, der Horn-, der Weiß- und der Wiesenklee.